# Canalul Volga–Don
Canalul Lenin Volga–Don (în rusă Волго-Донской судоходный канал имени В. И. Ленина, transliterat: Volga-Donskoi sudohodnîi kanal imeni V. I. Lenina, abreviat ВДСК, VDSK) este un canal care leagă Volga și Donul între punctele cele mai apropiate unul de altul. Deschis în 1952, are o lungime a căilor navigabile de 101 km, cu 45 km prin râuri și lacuri de acumulare.
Canalul constituie o parte a Sistemului Unificat de Ape Navigabile Adânci al Rusiei Europene. Împreună cu Volga inferioară și cu Donul inferior, Canalul Volga–Don oferă cea mai directă legătură navigabilă de la Marea Caspică la Marea de Azov și mai departe la Marea Neagră, și, astfel, la Oceanul Planetar.

## Istoria
Întrucât cursul inferior al Donului se apropie de cursul inferior al Volgăi în preajma localității Volgograd, ideea de a conecta cele două râuri printr-o cale navigabilă artificială are o istorie lungă. Primele lucrări în vederea unui astfel de canal au fost efectuate de către turcii otomani⁠(d) în 1569. 

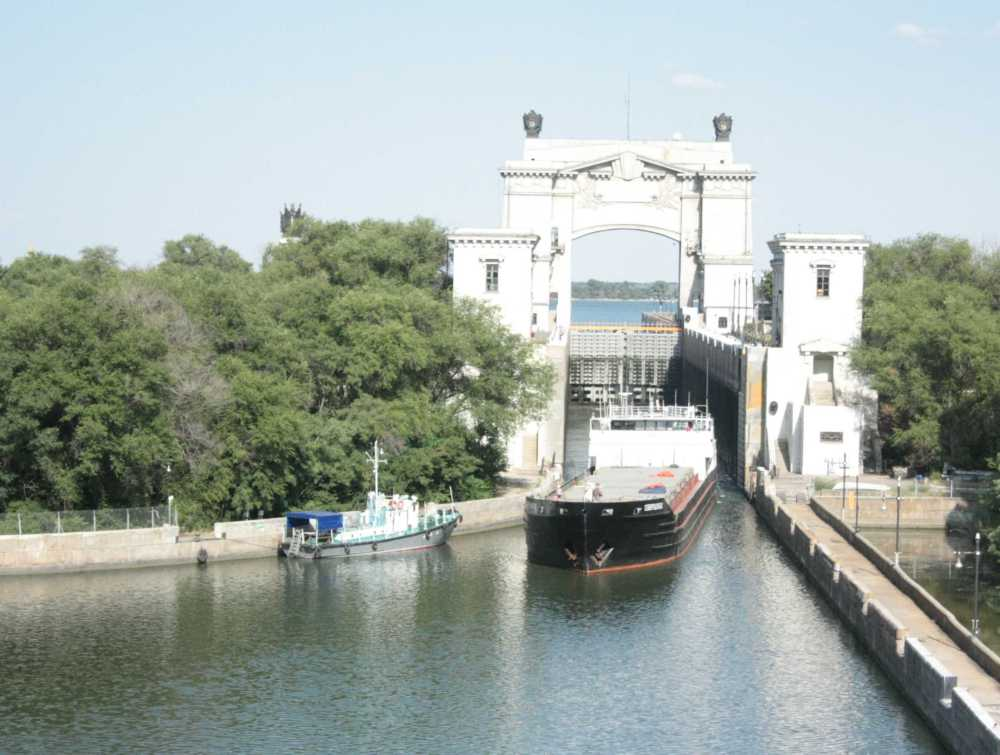
Ecluza nr. 14 de pe Canalul Volga–Don

După capturarea Azovului, în 1696, Petru cel Mare a hotărât să construiască canalul, dar, din cauza lipsei de resurse și alte probleme, această tentativă a fost abandonată în 1701, fără succes. În 1701, el a inițiat o a doua încercare (așa-numitul Canal Ivanovski la Iepifan⁠(d)) sub administrarea cneazului Matvei Gagarin. În loc de a conecta cursul inferior al Donului cu cursul inferior al Volgăi în zona de lângă actualul canal, Canalul Ivanovski a conectat cursul superior al Donului din actuala Regiune Tula. Între 1702 și 1707 s-au construit douăzeci și patru de ecluze și, în 1707, aproximativ 300 de nave au trecut prin canal în condiții de navigație deosebit de dificile. În 1709, din cauza dificultăților financiare cauzate de Marele Război al Nordului, proiectul a fost oprit. În 1711, în urma tratatului de la Fălciu⁠(d), Rusia a pierdut Azovul și Petru cel Mare a pierdut orice interes în canal, care a fost abandonat și a ajuns o ruină. De-a lungul timpului, s-au propus și alte proiecte pentru conectarea cele două râuri, dar niciunul nu a fost încercat.
Construcția efectivă a actualului Canal Volga–Don, proiectat de către Institutul  Hidroproiekt⁠(d)  al lui Serghei Juk, a început înainte de al Doilea Război Mondial, care a întrerupt activitatea. Lucrările de construcție au continuat între 1948 și 1952; navigarea a fost deschisă la 1 iunie 1952. Canalul și instalațiile sale au fost construite de aproximativ 900.000 de muncitori, inclusiv circa 100.000 de soldați germani și 100.000 de deținuți ai gulagului. O zi petrecută pe șantierele canalului era numărată ca trei zile de închisoare, ceea ce i-a stimulat pe deținuți să vină să muncească. Mai mulți deținuți au fost chiar decorați cu Ordinul Steagul Roșu al Muncii după eliberare.
La finalizare, canalul Volga–Don a devenit o verigă importantă a Sistemului Unificat de Transport în Ape Adânci al părții europene a URSS.

## Funcționarea
Canalul începe în Sarepta, o gârlă a Volgăi (la sud de Volgograd; ecluza nr. 1 și arcada de intrare sunt la 48°31′10″N 44°33′10″E / 48.51944°N 44.55278°E) și se termină în lacul de acumulare Țimleansk⁠(d) pe Râul Don, în orașul Kalaci-na-Donu⁠(d). Canalul are nouă ecluze cu o singură cameră pe panta înspre Volga, care pot ridica navele la 88 m, și patru ecluze de același fel pe panta dinspre Don, care pot coborî navele cu 44 m. Dimensiunile generale ale ecluzelor canalului sunt mai mici decât cele de pe Volga, dar ele pot deservi nave de până la 5.000 de tone. Cele mai mici ecluze au 145 m, 17 m lățime, și 3,6 m adâncime. Dimensiunea maximă admisă a unui vas este de 140 m lungime, 16,6 m lățime și 3,5 m adâncime ( clasa maximă Volgo–Don).

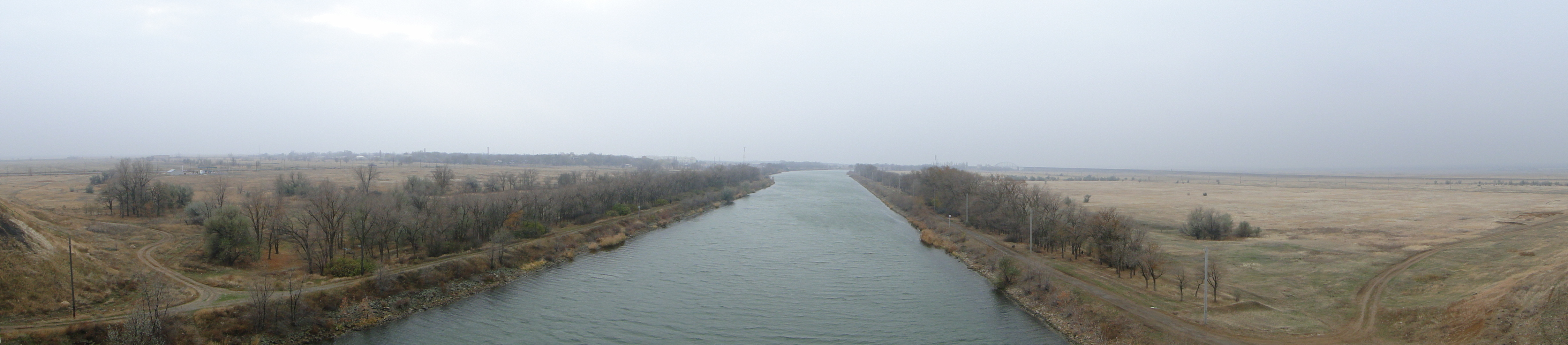
Panoramă a canalului

Canalul Volga–Don este alimentat de râul Don; trei stații de pompare⁠(d) puternice mențin nivelurile apei. Se ia apă din canal și pentru irigare.
Printre mărfurile transportate din regiunea Donului către Volga se numără cărbunele din Donețk, Ucraina, mineralele, materialele de construcții, și cerealele. Mărfurile transportate dinspre Volga spre Don cuprind cherestea, pirită, și produse petroliere⁠(d) (tranportate mai ales de vasele Volgotanker⁠(d)). Nave turistice călătoresc în ambele direcții.
Potrivit Colegiului Maritim al Guvernului Rusiei, 10,9 milioane de tone de marfă au fost transportate pe Canalul Volga–Don în 2004.
O sursă alternativă (nu neapărat comparabilă) susține că 8,05 milioane de tone de marfă au fost transportate prin canal în total, în 2006. Majoritatea mărfurilor au fost mutate de la est la vest: și anume, 7,20 milioane de tone au fost transportate prin canal dinspre Volga/bazinului Mării Caspice, spre Don/Marea Azov/bazinul Mării Negre, și doar 0,85 milioane de tone în direcția opusă. Puțin mai mult de jumătate din marfă a fost petrol sau produse petroliere (4,14 milioane de tone), predominant expediate din regiunea Mării Caspice.
În 2007 s-a afirmat că, în primii 55 de ani de funcționare a canalului, 450.000 de nave au trecut prin el, transportând 336 de milioane de tone de marfă. Date recente se ridică la 12 milioane de tone de marfă transportată anual.

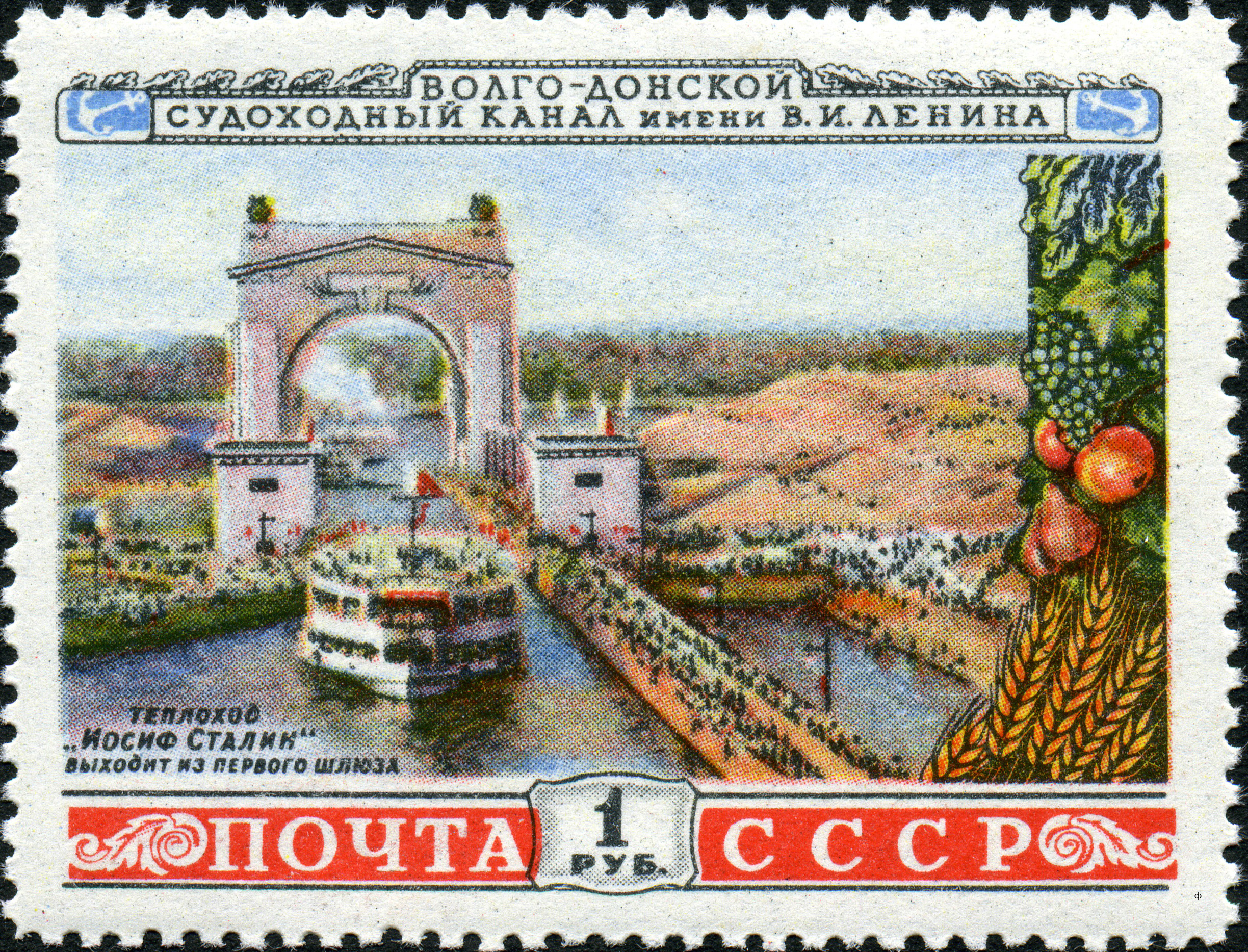
Timbru care ilustrează o ecluză pe Canalul Volga–Don (1953)

## Viitor
În anii 1980, a început construcția la un al doilea canal între Volga și Don. Noul canal, numit Volga–Don 2 (în rusă Волго-Дон 2⁠(d); 48°56′37″N 44°30′25″E / 48.94361°N 44.50694°E) ar începe din localitatea Ierzovka de pe lacul de acumulare Volgograd⁠(d), la nord (în amonte) de barajul Volgăi⁠(d), spre deosebire de cele canalul Volga–Don deja existent, care începe la sud (în aval) de baraj. Acest canal ar reduce numărul de ecluze prin care va trebui să treacă navele ce vin din lacul de acumulare Volgograd⁠(d) – sau din orice alt port de pe Volga sau Kama mai de la nord – în drumul lor spre Don. Proiectul a fost anulat brusc, la 1 august 1990, din considerente financiare, deși până la acea dată fuseseră deja cheltuite mai mult de 40% din fondurile alocate. De atunci, majoritatea pietrei și metalului din canalul și ecluzele abandonate s-a furat.
În 2007–2008 autoritățile ruse aveau în vedere două opțiuni pentru a crește producția transportului pe căile navigabile între bazinul Caspic și Marea Neagră. O opțiune, pentru care a fost reutilizat numele de „Volga–Don 2”, este de a construi un al doilea canal paralel („al doilea fir”) cu Canalul Volga–Don, dotat cu ecluze mai mari, de 300 m  lungime. Acest plan ar permite o creștere a cantității transportate anual de la 16,5 milioane de tone la 30 de milioane de tone. Altă opțiune, care pare a avea mai multă susținere din partea Kazahstanului (care ar fi principalul client al proiectului), este de a construi așa-numitul Canal Eurasiatic⁠(d) de-a lungul unui traseu mai sudic în depresiunea Kuma–Manîci, din care unele secțiuni fac parte în prezent din mult mai puțin adâncul canal Manîci⁠(d). Deși a doua opțiune ar avea nevoie de săparea unui canal mai lung de Volga–Don, și ar fi mai puțin util pentru navele care vin dinspre Volga, s-ar asigura o legătură mai directă între marea Caspică și Marea Azov. Canalul Eurasiatic ar necesita, de asemenea, mai puține ecluze decât Volga–Don, deoarece altitudinile interfluviului înspre depresiunea Kuma–Manîci sunt mai mici decât în zona Volga–Don.